# BA-10
Der BA-10 war ein sowjetischer schwerer Panzerwagen, der vor dem Zweiten Weltkrieg bei der Roten Armee (RKKA) eingeführt und im Zweiten Weltkrieg viel genutzt wurde. Seine Hauptaufgabe war die Aufklärung für und Unterstützung der Infanterieverbände. Ausgerüstet mit zwei Maschinengewehren und einer leistungsfähigen 45-mm-Kampfwagenkanone in einem regulären Panzerturm war er sogar in der Lage, leichtere gegnerische Panzer zu bekämpfen.

## Entwicklung
Im Jahr 1927 wurde ein Fünfjahresplan für die sowjetische Rüstung erstellt, der die Fertigung von schweren Panzerwagen beinhaltete. Ein erstes Modell war der BA-27, ihm folgte bald der BA-I (BAI), BA-3 und dann der BA-6.
Der BA-10 ging unmittelbar aus dem modernisierten BA-6 (BA-6M) hervor. Während die BA-6 mit dem Turm des T-26 und des BT-5 bestückt waren, erhielt der BA-10 einen neuen konischen Turm. Zusätzlich wurde die Panzerung einheitlich auf 10 mm geändert, dafür aber stärker gewinkelt. Durch eine größere Zahl von Änderungen, zu denen auch eine auf 11 bis 14 mm verstärkte Panzerung und ein neuer 85-PS-Motor gehörten, wurde der BA-10 noch vor der Einführung zum Typen BA-10M, der praktisch das Serienmodell darstellte.
Die Einführung bei der Roten Armee erfolgte 1938.

## Technik

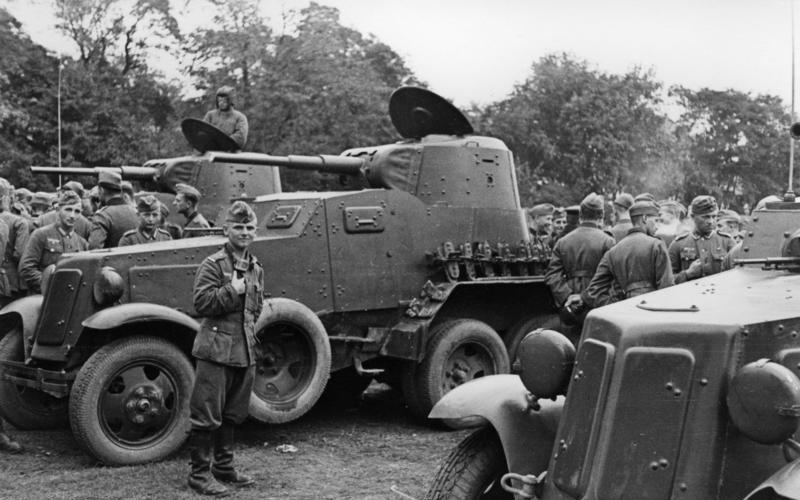
BA-10 1939 in Polen

Eine Besonderheit der sowjetischen Panzerwagen war der Topographie und dem Straßennetz der Sowjetunion geschuldet. Trotz einer verhältnismäßig leichten Panzerung waren die Fahrzeuge recht schwer, was – solange Straßen benutzt werden konnten – für ein 6×4-Fahrzeug noch vertretbar war, doch im Gelände und besonders während der Schlammperioden im Frühjahr und Herbst stießen die Fahrzeuge sofort an ihre fahrtechnischen Grenzen. Die sowjetischen Ingenieure standen vor der gleichen Herausforderung wie die deutschen Ingenieure mit den 6×4-Sd.Kfz.-231/232-Fahrzeugen.
Die sowjetische Lösung waren Gleisketten für die hintere Doppelachse, wodurch der spez. Bodendruck verbessert werden konnte und die Traktion eines Halbkettenfahrzeugs erreicht wurde. Die Ketten bestanden aus 25 Weichstahlelementen (80 × 35 cm) und wogen je 75 kg. Sie wurden am Fahrzeug mitgeführt und das Aufziehen benötigte ca. 10 Minuten.
Das GAZ-AAA-Chassis hatte sich bewährt und wurde weiterverwendet.
Der Panzerturm verfügte über eine leistungsstarke, halbautomatische 45-mm-Kanone mit koaxialem Maschinengewehr. Als Sekundärbewaffnung wurde in der Wanne neben dem Fahrer in einer Kugelblende ein zweites 7,62-mm-DP-Maschinengewehr eingebaut.

## Einsatz
Während einige Quellen behaupten, dass bereits im spanischen Bürgerkrieg BA-10 zum Einsatz kamen, spricht viel dafür, dass hier ein Irrtum vorliegt, da Fahrzeuge mit einer 37-mm-Kanone beschrieben wurden, was den nachweislich gelieferten BA-I entspricht.
Beweise gibt es für den Einsatz im sowjetisch-japanischen Grenzkonflikt. Bei Khalkhin Gol sollen etwa 80 Fahrzeuge im Einsatz gewesen sein, von denen einige zerstört wurden, was durch Fotos belegt wurde.
Dokumentiert ist der Einsatz bei der Besetzung Lettlands und in großem Umfang nach dem deutschen Überfall auf die Sowjetunion. Auch wenn das BA-10 ein bereits weit entwickeltes Fahrzeug war, das von der eigenen Geschwindigkeit in seinen Operationen profitierte, so gingen doch die meisten Fahrzeuge im ersten Kriegsjahr verloren.
Im Raum Leningrad ist der Einsatz bis ins Jahr 1943 dokumentiert, doch die bald nach Kriegsbeginn einsetzenden Lend-and-Lease-Lieferungen mit M3 Scout Cars und die Massenfertigung von leichten Panzern wie T-60 und T-70 machten den Fahrzeugtypen überflüssig. Offiziell blieb der BA-10 bei der Roten Armee bis 1943 im Einsatz.
Anders war die Situation für die deutsche Wehrmacht, die viele Fahrzeuge erbeutete. Für die chronisch mit Fahrzeugen unterversorgte Wehrmacht waren die Panzerwagen eine willkommene Ergänzung des eigenen Fuhrparks. Sowohl im eroberten Gebiet der Sowjetunion als auch auf dem Balkan setzten die Deutschen den Panzerwagen unter der Bezeichnung Panzerspähwagen Ba 10 203(r) bei den rückwärtigen Einheiten und im Partisanenkrieg ein. Hierbei erwies sich das Fahrzeug als ungemein wendig und effektiv.

## Varianten
- BA-10 (4×2) – Ende des Jahres 1941 (Oktober–November) wurden im Leningrader Werk No. 189 die Aufbauten der BA-10M auf Fahrgestelle des GAZ-AA und des ZIS-5 montiert. Mindestens sechs dieser Fahrzeuge müssen produziert worden sein. Während es keinerlei Fotos mit dem ZIS-5-Fahrwerk gibt, existieren Fotos mit dem GAZ-AA-Fahrwerk.

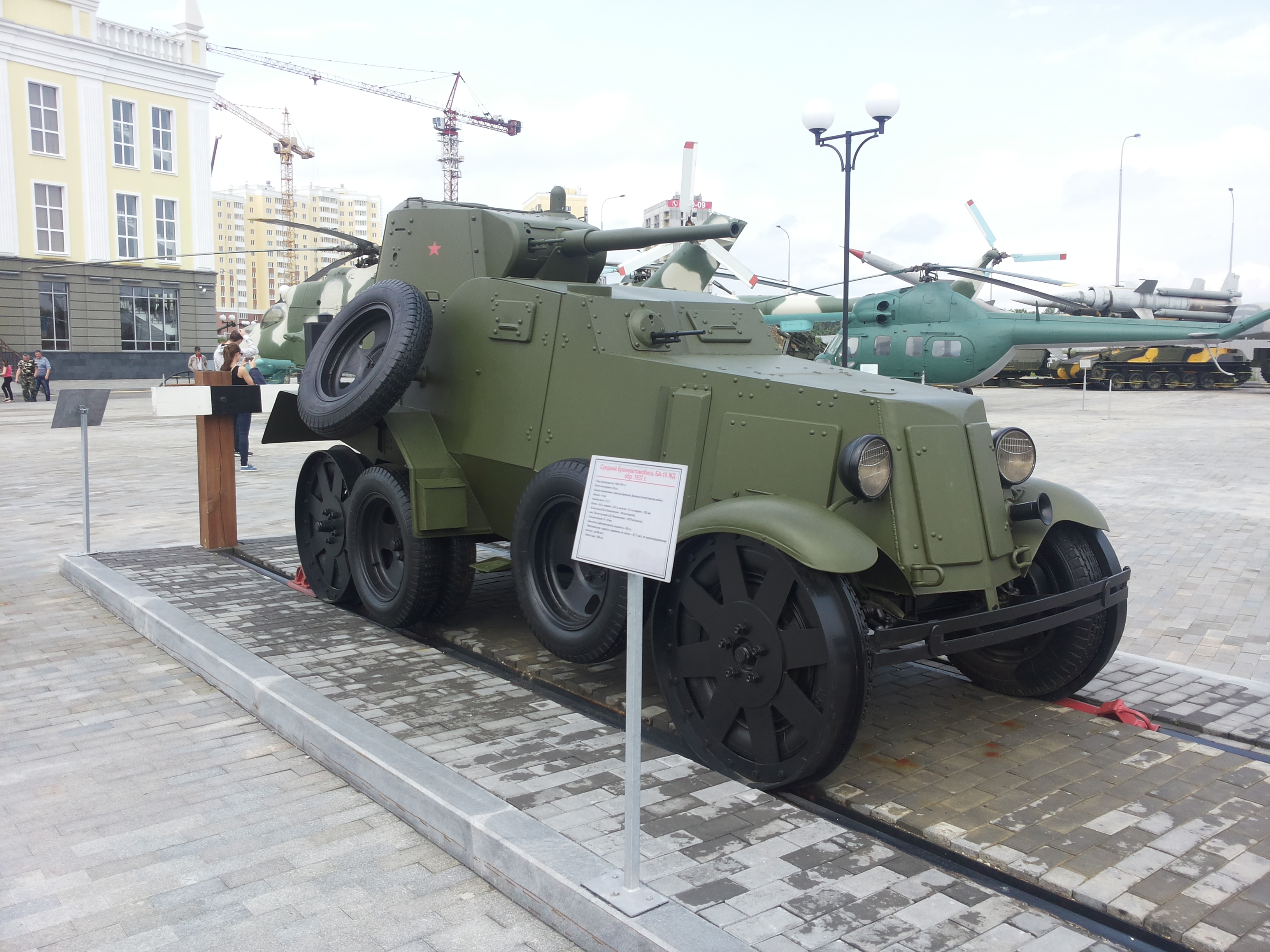
BA-10 sch-d (Zweiwegefahrzeug) in einem Museum in Werchnjaja Pyschma (2015)

- BA-10 sch-d – Wie bei den vorherigen Modellen gab es ein Fahrzeug mit einem Rüstsatz für den Schienenbetrieb "schelesnaja doroga", russ. железная дорога (Eisenbahn). Durch die zusätzliche Ausrüstung stieg das Gewicht auf 5,8 t.
- BA-22 – Dieses Fahrzeug war der Versuch, den Panzerwagen als Sanitätsfahrzeug zu modifizieren. Durch Weglassen des Turms und mit einer Kuppel an deren Stellen wurde ein Prototyp geschaffen, der aber nicht in Serie ging.
- PB-4 – Ähnlich wie beim BA-6 gab es auch mit dem BA-10 Versuche, ein schwimmfähiges Fahrzeug zu entwickeln. Doch das Problem, dass Radfahrzeuge kaum in der Lage waren, die Uferböschung zu bewältigen, blieb auch bei diesem Versuchstypen ungelöst.

## Erhaltene Fahrzeuge und Reproduktionen
- BA-10 (Ps. 27-12) – Finnisches Panzermuseum, Parola (Finnland) - Der GAZ-M1-Motor wurde durch einen Ford V8 ersetzt, im Rest original.
- BA-10 – Urotschyschtsche Schumejkowo, Drjukiwschtschyna, Oblast Poltawa (Ukraine) - Denkmal mit einigen "Ersatz"-Teilen an Fahrwerk und Kotflügeln.
- BA-10 – Igor Shishkin Collection, Bereschki, Oblast Moskau (Russland) – Perfekt restauriert und fahrbereit.
- BA-10M – Caponier Club Collection, Moskau (Russland) – Gut restauriert und fahrbereit.
- BA-10 sch-d – Militärtechnisches Museum in Werchnjaja Pyschma, Oblast Swerdlowsk (Russland) - Original Fahrwerk und reproduzierter, originalgetreuer Aufbau.
- BA-10 sch-d – Eisenbahnmuseum in Wenjow, Oblast Tula (Russland) - Einige Teile sicherlich reproduziert.
- BA-10 – Tschoibalsan, Dornod-Aimag (Mongolei) - Hinterräder mit Kette von einem PT-76.
- BA-10 – Sümbur-Border-Guards-Schießplatz, Dornod-Aimag (Mongolei) - Denkmal.